# Reederei August Cords
Die  Dampfschiff-Reederei August Cords  war eine 1904 in Rostock gegründete und bis 1971, zuletzt in Bremen, bestehende Reederei. Das Unternehmen war bis zum Frühjahr 1945 eine der größten Reedereien in Rostock.

## Geschichte

### Gründung und erste Frachtdampfer
Der Kaufmann August Cords erwarb am 1. April 1885 das Material-, Waaren- und Schiffsausrüstungsgeschäft von Hans Molchin in der Lagerstraße 22. Unter seiner Führung wuchs das Unternehmen nach dem Umzug in die Strandstraße 79 zum „Engros-Lager in Schiffs-Proviant, Schiffsmaterialien, Farben und technischen Bedarfsartikeln“. Außer Reedern und Kapitänen belieferte die Firma auch heimische Werften; beispielsweise lieferte Cords 1902 die Ausrüstung für die Schaufelradfähre Friedrich Franz IV und das Fährschiff Mecklenburg der neu gebauten  Fährverbindung Warnemünde–Gedser. Über seine Schiffsmaklerei charterte, befrachtete, kaufte und verkaufte Cords Segelschiffe und Frachtdampfer. Gemeinsam mit Richard Schmidt gründete Cords am 1. April 1902 die Reederei Cords & Schmidt. Anfangs wurden noch gecharterte oder übernommene Segelschiffe und Frachtdampfer bereedert, aber schon bald bestellte die erfolgreich agierende Reederei bei der Rostocker Neptun Werft die modernen Frachtdampfer Friedrich Carow und Grete Cords. 1904 zahlte Cords seinen Teilhaber aus und führte das Unternehmen als Dampfschiffsreederei August Cords weiter. August Cords betrieb seine Unternehmen Schiffsausrüstung, Reederei, Befrachtung und Schiffsmaklerei unabhängig voneinander, er war Mitglied in den Aufsichtsräten der Neptunwerft, der Rostocker Bank und seit 1906 portugiesischer Vizekonsul.

### Expansion
Cords vergrößerte seine Flotte zügig, nach dem neu gebauten Dampfer Gustav Boldt stellte er im Frühjahr 1905 den ebenfalls auf der Neptun Werft gebauten Frachter Heinrich Gehrke in Dienst. Mit diesem Dampfer verzeichnete die Reederei im Dezember 1906 ihren ersten Totalverlust: Auf der Fahrt von Memel nach Leer sank die Heinrich Gehrke im Sturm. Dabei verloren drei Besatzungsmitglieder ihr Leben, darunter Kapitän Heinrich Schultz. Vier weitere Dampfschiffe wurden bis 1910 von der Neptun Werft an die Reederei ausgeliefert und in der Trampfahrt eingesetzt. Die Schiffe der Reederei Cords befuhren die Nord- und Ostsee, erreichten Norwegen und die französische Atlantikküste, Spanien und Portugal.
Der Warnemünder Kaufmann Hugo Köster gab bei der Neptun Werft 1910 die Frachtschiffe Walküre, Rheingold, Oberon und Isolde in Auftrag. Alle vier Schiffe wurden zeitgleich auf Kiel gelegt, Köster hatte sich jedoch finanziell übernommen und wurde zahlungsunfähig. Die Werft hatte aber mit den Neubauten für Köster ihre gesamten Hellinge belegt und stand nun vor der Entscheidung, die Schiffe entweder ohne Bezahlung weiter zu bauen oder sie auf Stapel abzuwracken. August Cords fand als Mitglied in den Aufsichtsräten der Neptun Werft und der Rostocker Bank eine Lösung: er gründete gemeinsam mit Werft und Bank die Auffanggesellschaft Dampfschiffsgesellschaft August Cords GmbH und übernahm die vier Frachter Lisbeth Cords, August Cords, Carl Cords und Otto Cords als Korrespondentreeder. 1912 erwarb die Reederei Cords den französischen Frachtdampfer Indre, der mit 2456 BRT eine Zeit lang Rostocks größtes registriertes Schiff war. Cords verließ bei der Namensgebung sein übliches Muster und das Schiff fuhr nun als Rostock unter seiner Flagge. Bis 1914 baute Cords eine Flotte von insgesamt zwölf Dampfschiffen auf und zählte neben Gustav Fischer und Otto Zelck zu den größten Reedereien in Rostock.

### Die Reederei im Ersten Weltkrieg
Vor Kriegsbeginn verließ die Grete Cords Brest und lief den spanischen Hafen Aviles an, dort wurde sie bis Kriegsende aufgelegt. Die Rostock wurde 1914 in Archangelsk und die Erna Boldt in London beschlagnahmt. Während des Krieges brach die Auftragslage ein, die Reederei hatte wichtige Geschäftsbeziehungen nach Russland und Großbritannien verloren. Es blieben nur Fahrten nach Skandinavien, insbesondere der Transport von schwedischem Eisenerz nach Deutschland und der innerdeutsche Transport entlang der Küsten von Ost- und Nordsee. Die Versorgung mit Betriebsstoffen, Ersatzteilen und Ausrüstungsgegenständen wurde schwierig. Um Verluste aufzufangen, begann die Reederei ihre Schiffe zu verkaufen. Cords trennte sich 1915 zuerst von der  Margarethe Gelpcke. Zwei Frachter passte Cords 1916 seiner üblichen Namensgebung an: aus der Gustav Boldt wurde Hans Cords und die Minna Boldt hieß nun Consul Cords. Die Dampfer Consul Cords und Minna Cords wurden 1917 ebenfalls verkauft. Im August desselben Jahres wurde die Friedrich Carow von einem russischen U-Boot versenkt, einen Monat später musste die Reederei den Dampfer Hans Cords als Hilfsschiff an die Kaiserliche Marine abgeben. Nach seinem Einsatz als Versorgungsschiff verkaufte Cords den Frachter Anfang 1918 nach Flensburg.

### Wiederaufbau und Weltwirtschaftskrise
Vier Schiffe, die aufgrund ihrer geringen Größe nicht unter die Ablieferungsbedingungen fielen, verblieben der Reederei Cords nach 1918: August Cords,  Otto Cords, Carl Cords und  Lisbeth Cords. Ende 1919 verstarb der Reeder August Cords und sein ältester Sohn August Cords jr. sollte als ausgebildeter Reedereikaufmann das Firmengeflecht übernehmen. Doch August jr. entschied sich für das Leben als Landwirt auf Gut Recknitzberg. Cords zweiter Sohn Carl besaß zwar eine kaufmännische Ausbildung, hatte aber keine Erfahrung im Reedereigeschäft. Nach kurzer Einarbeitung fühlte er sich offenbar sicher genug, die Unternehmen seines Vaters zu leiten. Im Januar 1921 kehrte der Frachter Grete Cords aus Spanien zurück. Der Reichstag verabschiedete am 27. Februar desselben Jahres das Reedereiabfindungsgesetz, damit erleichterte die Regierung den Reedereien Rückkäufe ehemaliger Tonnage und die Finanzierung von Neubauten. Carl Cords erwarb zwei kleine Dampfer bei den Atlas Werken in Bremen. Ursprünglich für eine dänische Dampfschifffahrtsgesellschaft gebaut, fuhren sie ab 1922 als Consul Cords (II) und Minna Cords (II) für die Rostocker Reederei. Anfang 1923 vergrößerte die in Hamburg erworbene Rostock (II) mit 2500 BRT Cords Reedereiflotte. Die inzwischen 23 Jahre alte Grete Cords wurde 1926 an die Rostocker Reederei Erich Ahrens verkauft und in Johann Ahrens umbenannt. Bis 1927 wurden mit den Dampfern Charlotte Cords, Hanna Cords und Margarethe Cords drei weitere Neubauten der Neptun Werft in Dienst gestellt. Zusammengefasst besaßen die Dampfschiffsreederei August Cords und die Dampfschiffsgesellschaft August Cords GmbH im Dezember 1929 eine Flotte von zehn Dampfern mit einer Tragfähigkeit von insgesamt 22.000 tdw. Die Reederei Cords zählte nun wieder zu den größten Reedereien in Rostock.
Durch die Folgen der Weltwirtschaftskrise kam die Schifffahrt Anfang 1930 in ganz Deutschland zum Erliegen. Frachtraten waren gefallen und deckten die Kosten nicht mehr, Schiffe wurden aufgelegt und Besatzungen entlassen. Unbeschäftigte Schiffe konnten während der Krise nicht ohne große Einbußen verkauft werden. Einige Rostocker Reeder waren beim Zusammenbruch der Rostocker Bank in finanzielle Schwierigkeiten geraten, Friedrich Mentz und Otto Zelck nahmen sich nach dem Konkurs ihrer Reedereien das Leben. Auch bei der Reederei Cords wurden alle Schiffe aufgelegt, doch Carl Cords kümmerte sich persönlich mit verbliebenen Besatzungsmitgliedern um den fahrbereiten Zustand seiner Flotte. Das zahlte sich aus, als sich die wirtschaftlichen Verhältnisse ab 1932 wieder verbesserten und die Reederei ihre Schiffe schnell wieder in Fahrt bringen konnte. Carl Cords erwarb bei einer Zwangsversteigerung im April 1932 den Bäderdampfer Kronprinz und setzte ihn trotz geringer Einnahmen weiterhin im Bäderverkehr ein.

### Die Rostocker Reederei zwischen 1933 und 1945
Im Frühjahr 1933 schloss die Reederei Cords eine Langzeitcharter für die Dampfer August Cords, Carl Cords, Lisbeth Cords und Otto Cords mit der Firma Schenker ab, die Schiffe waren fast ausschließlich als Viehtransporter beschäftigt. Auch die anderen Schiffe der Reederei verdienten in der europäischen Trampfahrt wieder Geld. Den Bäderdampfer Kronprinz verkaufte Cords 1934 an Kapitän Paul Hahn. Anfang 1939 erweiterte Cords seine Flotte um die 1924 in Dänemark gebaute Irmtraut Cords.
Bei Kriegsbeginn lagen die Dampfer Consul Cords (II), Minna Cords (II) und Otto Cords in britischen Häfen, konnten aber rechtzeitig in ihren Heimathafen Rostock zurückkehren. Zur selben Zeit erhielt der Frachtdampfer Rostock (II) auf seiner Fahrt von Rotterdam nach Boma in Westafrika die Nachricht vom Kriegsausbruch. Doch er kehrte nicht um, sondern lief den spanischen Hafen Vigo an. Dort wurde das Schiff aufgelegt; die Besatzung verblieb an Bord. Im Februar 1940 versuchte Kapitän Witt mit der Rostock (II) in die Heimat durchzubrechen, aber ein Prisenkommando des französischen Kriegsschiffs Élan brachte den Dampfer auf. 
Die Otto Cords lief am 27. April 1940 vor dem Koldingfjord auf eine Mine, konnte aber gehoben und repariert werden. Im August 1940 sank die Lisbeth Cords nach einem Minentreffer in der Kieler Bucht. Als Ersatz für seine Verluste ließ Carl Cords 1940 von der Neptunwerft ein Motorschiff projektieren, das unter dem Namen  Helga Cords bei der Ekensbergs Varv AB in Stockholm gebaut werden sollte.
Die verbliebenen Dampfer fuhren weiter auf Nord- und Ostseerouten. Nach der Besetzung Dänemarks und Norwegens erhielten Cords Frachter mehrere Fahrten bis nach Kirkenes zur Versorgung der Besatzungstruppen. 
Am 8. Juli 1942 versenkte ein sowjetisches U-Boot die Otto Cords an der schwedischen Küste, dasselbe geschah mit der Carl Cords im November 1944 vor der kurländischen Küste. Im Dezember 1944 sank die  Minna Cords (II) nach einem Minentreffer vor Liepāja. Von Kolberg kommend, mit Flüchtlingen an Bord, lief die Consul Cords (II) im Februar 1945 vor Warnemünde auf eine Mine und sank. Im März 1945 sank die  Margarethe Cords nach einem Torpedotreffer eines sowjetischen U-Boots vor Kap Arkona. Nach einem Bombenangriff lag die Hanna Cords beschädigt in Stettin und wurde im April 1945 als Blockschiff in der Oder versenkt. Der ebenfalls durch Bomben beschädigte Dampfer August Cords lag beim Einmarsch der Sowjetarmee in Rostock in der Neptun Werft. Am 3. Mai 1945 ging die Irmtraud Cords nach einem Bombenangriff in der Nähe Fehmarns verloren, die Charlotte Cords lag bei Kriegsende in Lübeck.

### Neuanfang ab 1945
Bei Kriegsende befanden sich noch zwei Schiffe im Besitz der Reederei. Die Charlotte Cords musste als Kriegsbeute an Großbritannien abgeliefert werden, die August Cords wurde 1947 formell sowjetische Kriegsbeute. Familie Cords flüchtete bereits im Mai 1945 nach Schweden und hoffte, mit dem auf der Ekensbergs Varv gebauten Motorschiff die Reederei von Schweden aus weiterzuführen. Doch der Versuch scheiterte, das Schiff wurde von den schwedischen Behörden beschlagnahmt.
Carl Cords entschied sich 1948 für einen Neuanfang in Bremen. Mit Hilfe von Lastenausgleichsmitteln finanzierte er den Neubau des Motorschiffs Edda Cords und gemeinsam mit Kapitän Buck das Motorschiff Karin Cords. Die Edda Cords wurde hauptsächlich in der Holzfahrt von Westafrika nach Bremen, die Karin Cords in der Nord- und Ostseefahrt eingesetzt. Nach dem Tod von Kapitän Buck wurde die Karin Cords verkauft. Als Carl Cords 1970 starb, beschlossen seine Erben ein Jahr später auch die Edda Cords zu verkaufen und die Reederei aufzulösen.

## Schiffsliste der Reederei August Cords
Zu Beginn befrachtete Cords gecharterte oder übernommene Segelschiffe und Frachtdampfer, ab 1903 bereederte er dann eigene Dampfschiffe:
- Friedrich Carow, 1903, Neptun Werft, Baunummer 213. Länge: 64,28 m, Breite 9,75 m, Tiefgang max. 4,61 m, 976 BRT, 608 NRT, Tragfähigkeit 1250 tdw. Im August 1917 von einem russischen U-Boot versenkt.[33]

- Grete Cords, 1903, Neptun Werft, Baunummer 214. Länge: 64,40 m, Breite: 9,50 m, Tiefgang: max. 4,30 m, 976 BRT, Tragfähigkeit 1.550 tdw. 1989 als Pionierschiff Vorwärts abgewrackt.[34]

- Gustav Boldt, 1904, Neptun Werft, Baunummer 227. Länge: 72,54 m, Breite: 10,84 m, Tiefgang: max. 4,63 m, 1305 BRT, Tragfähigkeit 2200 tdw. 1916 umbenannt in Hans Cords, am 23. September 1944 bei Borkum versenkt.[35]

- Lydia Millington, 1883, Neptun Werft, Baunummer 79. Länge: 56,60 m, Breite: 8,20 m, Tiefgang: max. 6,03 m, 786 BRT, 582 NRT. 1904 vom Rostocker Reeder Otto Zelck übernommen, ein Jahr später wieder verkauft.[36]

- Heinrich Gehrke, 1905, Neptun Werft, Baunummer 233. Länge: 72,54 m, Breite: 10,84 m, Tiefgang: max. 5,33 m, 1270 BRT, Tragfähigkeit 2100 tdw. Durch verrutschen der Ladung am 18. Dezember 1906 gesunken.[37]

- Minna Boldt, 1906, Neptun Werft, Baunummer 254. Länge: 78,10 m, Breite 11,45 m Tiefgang max. 5,64 m, 1523 BRT, 958 NRT, Tragfähigkeit 1650 tdw, 1916 umbenannt in Consul Cords, 1917 verkauft, 1941 nach Torpedotreffer gesunken.[38]

- Minna Cords (I), 1908, Neptun Werft, Baunummer 269. Länge: 79,65 m, Breite 11,62 m Tiefgang max. 5,79 m, 1615 BRT, 958 NRT, Tragfähigkeit 2950 tdw, 1917 nach Bremen verkauft, 1959 abgewrackt.[39]

- Erna Boldt, 1908, Neptun Werft, Baunummer 281. Länge: 79,66 m, Breite 12,24 m Tiefgang max. 5,82 m, 1731 BRT, 1045 NRT, Tragfähigkeit 2850 tdw. Im September 1914 in London beschlagnahmt, am 9. Juni 1915 nach Torpedotreffer gesunken.[40]

- Rostock (I), 1908, S.A.des Gorges & Chantiers de la Mediterrane, Le Havre, Baunummer 326. Länge: 88,62 m, Breite: 13,41 m, Tiefgang: 5,69 m, 2456 BRT, 1530 NRT, Tragfähigkeit 3700 tdw. 1912 erworben, 1914 in Archangelsk beschlagnahmt, 1917 versenkt.[41]

- Margarethe Gelpcke, 1909, Neptun Werft, Baunummer 284. Länge: 80,77 m, Breite: 12,29 m, Tiefgang: max. 5,82 m, 1700 BRT, 1073 NRT, Geschwindigkeit: 8,5 kn, Tragfähigkeit: 3000 tdw. 1915 verkauft, 1969 abgewrackt.[42]

- Lisbeth Cords, 1910, Neptun Werft, Baunummer 299. Länge: 70,10 m, Breite: 7,32 m, Tiefgang: max. 4,38 m, 900 BRT, 505 NRT, Geschwindigkeit: 8,5 kn, Tragfähigkeit: 1400 tdw. 1940 in der Kieler Bucht nach Minentreffer gesunken.[43]

- August Cords, 1910, Neptun Werft, Baunummer 301. Länge: 70,50 m, Breite: 10,30 m, Tiefgang: max. 4,39 m, 900 BRT, 505 NRT, Geschwindigkeit: 11 kn, Tragfähigkeit: 1450 tdw. Nach Kriegsende 1945 an die Sowjetunion ausgeliefert, als Mechanik Gerasimow bis 1961 in Fahrt.[44][45]

- Carl Cords, 1910, Neptun Werft, Baunummer 302. Länge: 70,50 m, Breite: 10,30 m, Tiefgang: max. 3,67 m, 902 BRT, 505 NRT, Geschwindigkeit: 11 kn, Tragfähigkeit: 1450 tdw. Am 10. November 1944 von einem sowjetischen U-Boot versenkt.[46]

- Otto Cords, 1910, Neptun Werft, Baunummer 303. Länge: 70,52 m, Breite 10,31 m, Tiefgang max. 4,39 m, 902 BRT, 498 NRT, Tragfähigkeit 1450 tdw, 1942 versenkt.[47]

- Consul Cords (II), 1921, Atlas-Werke Bremen, Baunummer 149. Länge: 68,25 m, Breite: 10,01 m, Tiefgang max. 4,90 m, 951 BRT, 542 NRT, Tragfähigkeit 1600 tdw. 1945 nach Minentreffer gesunken.[48]

- Minna Cords (II), 1921, Atlas Werke Bremen, Baunummer 150. Länge: 68,25 m, Breite: 10,01 m, Tiefgang max. 4,90 m, 951 BRT, 542 NRT, Tragfähigkeit 1600 tdw. Im Dezember 1944 im Hafen von Libau gesunken.[49]

- Rostock (II), 1922, Schiffswerft & Maschinenfabrik vorm. Janssen & Schmilinsky in Hamburg, Baunummer 574. Länge: 100,22 m, Breite: 13,80 m, Tiefgang max. 6,25 m, 2542 BRT, 1489 NRT, Tragfähigkeit 4000 tdw. 1940 durch die französische Marine aufgebracht, 1941 zur Kriegsmarine eingezogen, 1967 im Suezkanal gesunken.[50]

- Charlotte Cords, 1923, Neptun Werft, Baunummer 391. Länge: 84,70 m, Breite: 12,25 m, Tiefgang max. 5,80 m, 1779 BRT, 1049 NRT, Tragfähigkeit 2900 tdw. Ab 1946 für die UdSSR als Nikolai Bauman auf großer Fahrt, 1969 abgewrackt.[51]

- Irmtraut Cords, 1924, Helsingørs Jernskibs & Maskinbyggeri, Helsingør, Baunummer 159. Länge: 97,63 m, Breite:14,75 m, Tiefgang max. 9,22 m, 2814 BRT, 1648 NRT, Tragfähigkeit 5000 tdw. 1939 gekauft, 1945 versenkt.[52]

- Hanna Cords, 1926, Neptun Werft, Baunummer 404. Länge: 81,12 m, Breite: 12,85 m, Tiefgang max.: 5,82 m, 1891 BRT, 1129 NRT, Tragfähigkeit 3000 tdw. 1945 in Stettin als Blockschiff versenkt.[53]

- Margarethe Cords, 1927, Neptun Werft, Baunummer 411. Länge: 81,35 m, Breite: 12,85 m, Tiefgang max.: 5,82 m, 1912 BRT, 1127 NRT, Tragfähigkeit 3000 tdw. Am 17. März 1945 von sowjetischem U-Boot versenkt.[54]

- Helga Cords, Motorschiff, 1940, Ekensbergs Varv AB, Stockholm, Baunummer 180. Länge: 71,07 m, Breite 10,88 m, Tiefgang 3,90 m max., 1416 BRT, 978 NRT. Sollte das erste Motorschiff der Reederei werden, unfertig nach Kriegsende beschlagnahmt, 1987 gesunken.[55]

- Edda Cords, Motorschiff, 1954, Rickmers-Werft Bremerhaven, Länge: 124 m, Breite: 15 m, 2951 BRT, Tragfähigkeit 5568 tdw. 1971 verkauft.

- Karin Cords, Motorschiff, 1954, Rheinwerft Walsum Walsum, 994,17 BRT, Tragfähigkeit 1785 tdw. 1969 verkauft.